# جائزة قطر الكبرى
سباق الجائزة الكبرى في قطر هو حدث لسباق الفورمولا 1 للسيارات من المخطط له أن ينطلق للمرة الأولى في 21 نوفمبر 2021 كأحد سباقات موسم 2021 من بطولة العالم لسباقات فورمولا 1، بعقد مدته 10 سنوات بدءا من عام 2023. سيقام السباق في حلبة لوسيل الدولية بشكل مبدئي إلى حين الانتقال إلى حلبة جديدة مخصصة لهذا الغرض في عام 2023. وسيكون هو السباق الثالث الليلي في الفورمولا 1.

## نبذة
في موسم بطولة العالم لعام 2021 للفورمولا 1 كان من المقرر إقامة 23 سباقا. ولكن بسبب آثار جائحة فيروس كورونا والقيود المرتبطة بها تم تأجيل أو إلغاء عدد من الجولات من الموسم، وبعد إلغاء سباق الجائزة الكبرى الأسترالي في أواخر الموسم، تم الإعلان عن إدراج سباق الجائزة الكبرى في قطر كبديل له.
وسيغيب السباق عن جدول وقائمة السباقات ضمن موسم 2022، ليعود السباق إلى جدول السباقات في موسم 2023 ولمدة 10 سنين.